# Svetlana Alexievitch
Svetlana Aleksandrovna Alexievitch (en russe : Светлана Александровна Алексиевич, en biélorusse : Святлана Аляксандраўна Алексіевіч, Sviatlana Aliaksandrawna Alexievitch), née le 31 mai 1948 à Stanislav, est une personnalité littéraire et journaliste russophone soviétique puis biélorusse.
Le 8 octobre 2015, le prix Nobel de littérature lui est attribué pour « son œuvre polyphonique, mémorial de la souffrance et du courage à notre époque », ce qui fait d'elle la première femme de langue russe à recevoir la distinction,.

## Biographie

### Famille et formation
Svetlana Alexievitch naît dans une famille d’enseignants de l'ouest de l'Ukraine, où s'est déroulée une partie de la guerre germano-soviétique. Son père est biélorusse et sa mère ukrainienne. Après la démobilisation de celui-ci en 1950, la famille retourne s'installer en Biélorussie à Mazyr. Sa famille a été fort éprouvée. La mère de son père meurt du typhus alors qu'elle est résistante. Sur trois de ses enfants, deux disparaissent pendant la guerre. Le père de Svetlana revient vivant du front. Le père de sa mère est tué au front. Elle passe toutefois son enfance, avant la démobilisation de son père, dans un village ukrainien de l'oblast de Vinnytsia. Par la suite, durant de nombreuses périodes de vacances, elle retourne en Ukraine, chez sa grand-mère,.
En 1965, Svetlana Alexievitch termine l'école moyenne à Kapatkevitchy, dans le raïon de Petrykaw (Voblast de Homiel) en Biélorussie. Inscrite aux komsomols (« jeunesses communistes »), elle entreprend ensuite des études de journalisme à Minsk qu'elle termine en 1972.

### Carrière
Elle travaille d'abord comme éducatrice et comme professeure d'histoire et d'allemand dans une école du raïon de Mazyr, puis comme journaliste pour la revue biélorusse Pravda du Pripiat à Narowlia en Biélorussie, également dans le voblast de Homiel (Gomel en langue russe). Ce voblast est situé dans la région géographique de Polésie, le long de la frontière biélorusse avec l'Ukraine et à proximité de Tchernobyl. Il a été profondément contaminé par la catastrophe nucléaire.
En 1972, elle commence à travailler dans une revue locale à Biaroza dans le voblast de Brest. Entre 1973 et 1976, elle est journaliste auprès de la revue Selskaïa puis, de 1976 à 1984, dirige le département études et publications auprès de la revue des écrivains biélorusses Neman (en russe, « Нёман »).
En 1983, elle entre à l'Union des écrivains soviétiques.
Sa carrière de journaliste la conduit à beaucoup écrire sur des conflits et sur les soubresauts de l'actualité comme la guerre d'Afghanistan, la dislocation de l'URSS ou la catastrophe nucléaire de Tchernobyl.
Au début des années 2000, elle vit en Italie, en France, en Allemagne. En 2013 elle vit de nouveau en Biélorussie.
Le 28 septembre 2020, Alexievich a quitté la Biélorussie pour l'Allemagne, promettant de revenir en fonction des conditions politiques en Biélorussie. Avant son départ, elle était le dernier membre du Conseil de coordination qui n'était pas en exil ou en état d'arrestation.
À la suite de l'invasion russe de l'Ukraine en 2022, elle a déclaré que « fournir un territoire à un pays agresseur n'est rien d'autre que la complicité d'un crime » en relation avec l'implication de la Biélorussie dans l'invasion russe de l'Ukraine en 2022.
Parmi ses maîtres, elle reconnaît l'influence des écrivains biélorusses Alès Adamovitch et Vassil Bykaw.

### Relations avec le régime biélorusse
Son premier livre, Je suis partie du village, recueille des monologues d'habitants des villages biélorusses qui sont partis s'installer en ville. Le livre, prêt pour l'édition, reste en attente avec une pile de livres au comité central du Parti communiste de Biélorussie. En effet, selon les autorités, elle critique la politique de délivrance des passeports et montre son « incompréhension de la politique en matière agricole du parti »,.
Très critique à l'égard du régime d'Alexandre Loukachenko, Svetlana Alexievitch s'est toujours systématiquement opposée à la politique du président de la Biélorussie. Les œuvres d'Alexievitch étaient publiées dans son pays depuis 1993 mais la maison d'édition cesse de les publier après l'arrivée au pouvoir de Loukachenko. Elle critique en même temps les opposants au président qu'elle ne considère pas comme de vrais hommes politiques mais comme des « hommes de culture, des rêveurs, des romantiques ».

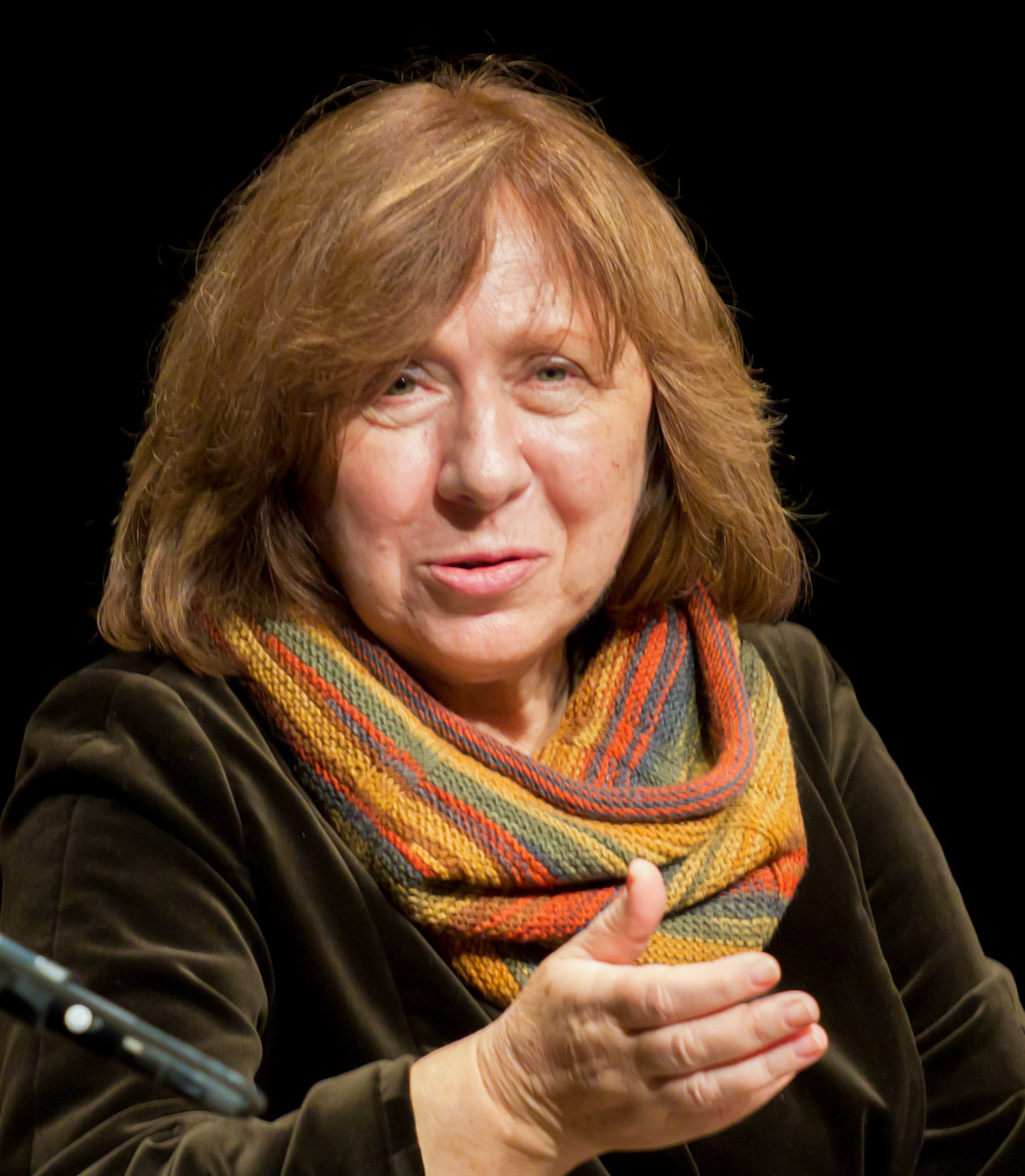
Svetlana Alexievitch en 2013.

À propos de la censure dont elle fait l'objet, elle déclare en 2013 :

« Je suis protégée par le fait que je sois connue. Malgré tout, je dis ce que je crois nécessaire de dire. Malgré tout, j’écris ces livres. Que ça plaise au pouvoir ou non. Et je sais qu’il y aura toujours des gens qui vont les lire, pour qui ce sera un soutien. […] Aujourd’hui (car Loukachenko flirte de nouveau avec l’Europe), mes livres publiés en Russie ont été introduits en Biélorussie, […] ma fille qui est professeur dans une école perçoit un salaire de 300 euros […] mon livre coûte 30 euros, c’est aussi un moyen [de censure, ndlr]. Des personnes cependant en achètent plusieurs exemplaires, et se le passent ensuite. Mon lectorat principal, les enseignants, les médecins, les représentants de l’intelligentsia sont aujourd’hui la partie la plus pauvre de la société. »

— Interview à RFI, 2013
Pourtant, en 2015, le ministère des Affaires étrangères de Biélorussie salue la décision du comité du prix Nobel d'attribuer le prix de littérature à Svetlana Alexievitch. Il ajoute que c'est le premier prix Nobel attribué à une citoyenne de la Biélorussie indépendante et souveraine et que ce prix entrera dans l'histoire de la formation de la nation biélorusse et de son État. Alexandre Loukachenko, dans son message de félicitation, souligne que l'œuvre de Svetlana Alexievitch ne laissera indifférents ni les Biélorusses ni les nombreux lecteurs de beaucoup de pays du monde.

### Prises de position envers la Russie
Après le début de la crise de Crimée en mars 2014, elle condamne la politique russe envers l'Ukraine dans le Frankfurter Allgemeine Zeitung.

Lors d'une rencontre à Varsovie, le 13 mai 2015, pour la sortie de son livre La Fin de l'homme rouge (littéralement Un temps de seconde-main), elle commente ainsi le conflit armé en Ukraine : 

« Il est terrible qu'au lieu de discuter les gens commencent par se tirer dessus. Mais je ne dis pas qu'il ne s'agit que du peuple russe. »

 La littérature, dit-elle, « doit servir à écrire qu'il est nécessaire de tuer une idée, qu'il faut discuter, mais pas tuer les gens. » Puis elle rappelle les effusions de sang qu'ont connues ces hommes depuis 200 ans dont 150 en se battant. « Et tout cela pour ne jamais vivre bien. » Quant aux citoyens de l'espace post-soviétique « pendant 70 ans on les a trompés, puis pendant 20 ans encore on les a volés. » Le résultat c'est que sont apparus « des gens très agressifs et dangereux pour le monde » qui considèrent que la vie humaine a peu de valeur et que la grandeur de l'État prime la qualité de vie.

Lors de la conférence de presse du 8 octobre 2015, jour de la remise du prix Nobel, elle déclare : 

« Le monde russe est bon : son humanité ainsi que tout ce que le monde a toujours vénéré jusqu'à présent : sa littérature, ses ballets, sa grande musique. Ce qui n'est pas aimé, c'est le monde de Beria, Staline, Poutine et de Sergueï Choïgou. »

Cette réaction est due selon elle au fait que, à la suite de la situation provoquée par la Russie, « 86 % des gens ont été heureux de voir comment on tuait les gens à Donetsk, et riaient de ces “combats de coqs”,. »

## Prix et distinctions

### Prix
- Prix du Komsomol (1986)
- Prix Kurt Tucholsky (1996)
- Prix Herder (1999)
- Prix de la paix Erich-Maria-Remarque (2001)
- Prix Ryszard Kapuściński (2011)
- Prix de la paix des libraires allemands (2013)
- Prix Médicis essai (2013)
- Prix littéraire Grand livre (2014)
- Prix Nobel de littérature (2015)
- Prix Anna-Politkovskaïa (2018)
- Prix Sonning (2021)

### Distinctions
- Docteur honoris causa de l'université de Genève[30] (2017)

### Décorations
- Officier de l'ordre des Arts et des Lettres (2014)
- Commandeur de l'ordre du Mérite de la République fédérale d'Allemagne (2021)

## Œuvre
Les livres de Svetlana Alexievitch ont pour thème central la guerre et ses sédiments. Elle a consacré l'essentiel de son œuvre à transcrire les ères soviétique et post-soviétique dans l'intimité des inconnus qui les ont traversées.

« Très tôt, je me suis intéressée à ceux qui ne sont pas pris en compte par l'Histoire. Ces gens qui se déplacent dans l'obscurité sans laisser de traces et à qui on ne demande rien. Mon père, ma grand-mère m'ont raconté des histoires encore plus bouleversantes que celles que j'ai consignées dans mon livre. Ce fut le choc de mon enfance et mon imagination en a été frappée à jamais. »

— Interview au Figaro, 2013
Elle enregistre sur magnétophone les récits des personnes rencontrées, et collecte ainsi la matière dont elle tire ses livres :

« Je pose des questions non sur le socialisme, mais sur l’amour, la jalousie, l’enfance, la vieillesse. Sur la musique, les danses, les coupes de cheveux. Sur les milliers de détails d’une vie qui a disparu. C’est la seule façon d’insérer la catastrophe dans un cadre familier et d’essayer de raconter quelque chose. De deviner quelque chose… L'Histoire ne s’intéresse qu’aux faits, les émotions, elles, restent toujours en marge. Ce n’est pas l’usage de les laisser entrer dans l’histoire. Moi, je regarde le monde avec les yeux d’une littéraire et non d’une historienne. »

Svetlana Alexievitch a reçu de nombreux prix prestigieux pour son ouvrage La Supplication - Tchernobyl, chronique du monde après l'apocalypse (1997) (dont le prix de la paix Erich-Maria-Remarque en 2001). Traduit dans une vingtaine de langues, ce livre est disponible depuis 2023 en Biélorussie. L'obtention du prix Nobel en octobre 2015 a toutefois donné à l'écrivaine une notoriété qui semble avoir modifié le comportement des instances à propos de cette interdiction.
Elle a aussi écrit La guerre n'a pas un visage de femme (1985), ouvrage retraçant par des entretiens le récit de femmes soldats de l'Armée rouge durant la Seconde Guerre mondiale ; puis Derniers Témoins (1985) recueil de récits de femmes et d'hommes devenus adultes qui, enfants, ont connu la guerre et n'avaient que 4 à 14 ans durant la Grande Guerre patriotique - ce livre fut au programme scolaire en Biélorussie jusqu'en 2021 ; Les Cercueils de zinc (1990), qui recueille des témoignages de Soviétiques ayant participé à la guerre soviéto-afghane ; Ensorcelés par la mort, récits (1995), sur les suicides de citoyens russes après la chute du communisme.
En 2013, son livre La Fin de l’homme rouge ou le Temps du désenchantement, qui recueille des centaines de témoignages dans différentes régions de l’espace post-soviétique, remporte le prix Médicis essai et est sacré « meilleur livre de l'année » par le magazine Lire.
À la journaliste Anne Brunswic qui lui demande de comparer son travail à celui de la journaliste assassinée Anna Politkovskaïa, Alexievitch répond que Politovskaiä faisait un travail de journaliste sur la guerre de Tchétchénie notamment, sans chercher à en présenter une leçon de métaphysique mais en présentant les évènements sur lesquels elle a enquêté. C'est un travail extraordinaire, mais Alexievitch considère qu'elle ne fait elle-même du journalisme que pour recueillir les matériaux puis en faire de la littérature. Quant à savoir pourquoi elle n'a pas écrit de livre sur la guerre de Tchétchénie, Alexievitch explique qu'après ses trois premiers livres elle était épuisée, que la catastrophe de Tchernobyl lui a pris onze années de sa vie et que c'était trop.

### Projets
« Pendant trente ans j'ai écrit l'encyclopédie de la grande utopie, le communisme. Dans mes cinq livres, je pense avoir tout dit sur le Mal et l'homme. Aujourd'hui, je confronte ma méthode d'interview à des champs nouveaux : l'amour et la vieillesse, ou la mort si vous voulez. Il y a deux moments dans la vie où le langage est proche de l'âme : lorsqu'on aime et lorsqu'on va mourir. Quoi que j'écrive, il est toujours question de l'homme et de son inaptitude au bonheur. »

## Critiques
Le poète biélorusse Ouladzimir Niakliaïew, analysant les traditions de la littérature de son pays dans l'œuvre de Svetlana Alexievitch remarque que si toute la littérature russe est issue du récit de Gogol (Le Manteau), l'œuvre d'Alexievitch est quant à elle issue des ouvrages d'Alès Adamovitch et de celui de Vladimir Kolesnik (ru) Je suis d'un village en feu. Il se félicite que le mérite de Svetlana Alexiévitch rendra possible une percée de la littérature biélorusse dans la littérature européenne.
Après la sortie de son livre Les Cercueils de zinc, un groupe de mères de soldats de la guerre d'Afghanistan (1979-1989) attaqua l'écrivaine en justice pour défiguration de l'image des soldats d'Afghanistan. La raison de cette accusation est une pièce de théâtre inspirée du livre et mise en scène au Théâtre national académique de Biélorussie Ianka Koupala.
La critique russe apprécie de différentes manières l'œuvre de Svetlana Alexievitch. Certains la désignent comme « un maître de la prose documentaire artistique », d'autres caractérisent son œuvre comme du « journalisme spéculatif de tendance »,,,.
Le critique américain Alexandre Alter place Svetlana Alexievitch parmi des maîtres d'une prose documentaire et du roman à large diffusion, tels Truman Capote, Norman Mailer et Joan Didion.
Le sociologue suisse, Jean Rossiaud (sociologue au Centre d'écologie humaine de l'université de Genève) remarquait en 2000 dans sa critique sur La Supplication, que l'auteure ne donnait pas vraiment d'appréciation sur la catastrophe de Tchernobyl et ne prononçait pas de condamnation, mais incitait le lecteur à travailler sur la mémoire collective qui subsiste de cette catastrophe au point de vue humain et social. Il considère la diffusion de ce livre d'Alexievitch sur Tchernobyl comme une « obligation éthique ».
Des critiques et des universitaires français ont remis en cause la méthode de Svetlana Alexievich, lui reprochant de dénaturer les témoignages qu'elle prétend rapporter objectivement et de tomber dans une forme de révisionnisme. Ainsi, Galia Ackerman et Frédérick Lemarchand, qui ont eu accès à une partie des entretiens enregistrés en amont de la rédaction des livres, mettent en lumière la réécriture et l’instrumentation de certains témoignages. « Une esthétique du témoignage est-elle possible sans éthique du témoignage ? », s’interrogent-ils, rappelant « les limites d’une littérature de témoignage qui ne serait pas fermement enracinée dans une perspective critique et historique ».
Yoann Barbereau souligne lui aussi certaines ambiguïtés : « À force de manier, on finit par remanier – seul le naïf pourra croire à un simple et inoffensif "découpage" à la lecture de La Fin de l’homme rouge. C’est bien de libre réécriture dont il s’agit, et d’une pratique qui prend le risque du révisionnisme le plus classique. » Exemples à l'appui, il reproche à Svetlana Alexievitch de reprendre des clichés sans recul ni nuance, et de conforter ainsi les lecteurs occidentaux dans leurs représentations caricaturales. 

« L’homo sovieticus dont elle veut tirer le portrait, qui la fascine tant – elle et ses lecteurs occidentaux –, n’est au départ qu’un bon mot, une blague potache – née, semble-t-il, dans l’émigration des années 1960 et faite pour railler les prétentions du régime soviétique à vouloir créer un homme nouveau. Quand l’auteur de La Fin de l’homme rouge prend l’affaire au sérieux, elle ne fait que perpétuer, de manière paradoxale, un mythe soviétique, en adoptant une terminologie qui tient littéralement de la caricature. La situation est digne des meilleurs films comiques de l’âge d’or du cinéma soviétique (d’ailleurs totalement absents du livre, alors même qu’aujourd’hui encore, en Russie, ils constituent un univers référentiel très important) ! »

## Œuvres traduites en français
(Ordre chronologique de publication en russe.)
- 1985 : La guerre n'a pas un visage de femme, Paris, Presses de la Renaissance, 2004, trad. de Galia Ackerman et Paul Lequesne, 298 p.  (ISBN 2-85616-918-X)
- 1985 : Derniers Témoins, Paris, Presses de la Renaissance, 2005, trad. d'Anne Coldefy-Faucard, 378 p.  (ISBN 2-85616-973-2)
- 1990 : Les Cercueils de zinc, [« Cinkovye mal′čiki »], Paris, Christian Bourgois, 1991, trad. de Wladimir Berelowitch, 285 p.  (ISBN 2-267-00991-9)
- 1995 : Ensorcelés par la mort, [« Začarovannye smert'û »], Paris, Plon, 1995, coll. « Feux croisés », trad. de Sophie Benech, 214 p.  (ISBN 2-259-02791-1)
- 1997 : La Supplication : Tchernobyl, chroniques du monde après l'apocalypse, [« Tchernobylskaïa molitva »], Paris, Lattès, 1999, trad. de Galia Ackerman et Pierre Lorrain, 267 p.  (ISBN 2-7096-1914-8)
- 2013 : La Fin de l'homme rouge ou le Temps du désenchantement (trad. Sophie Benech), Arles, Actes Sud, 2013, 542 p. (ISBN 978-2-330-02347-8, présentation en ligne)